# Mszana (gmina)
Mszana est une gmina rurale du powiat de Wodzisław, Silésie, dans le sud de la Pologne. Son siège est le village de Mszana, qui se situe environ 6 km au sud-est de Wodzisław Śląski et 47 km au sud-ouest de la capitale régionale Katowice.
La gmina couvre une superficie de 31 km2 pour une population de 6 979 habitants.

## Géographie
La gmina inclut les villages de Gogołowa et Połomia.
La gmina borde les villes de Jastrzębie-Zdrój et Wodzisław Śląski, et les gminy de Godów, Marklowice et Świerklany.